# 鈴木俊二
鈴木 俊二（1961年10月31日－ ），日本動畫師。東京都出身。目前所属于Studio Khara。
东京设计师学院毕业后，进入作画工作室Studio Giants。之后成为自由动画师，在Studio Graviton与庵野秀明相识。加入GAINAX、作为主要成员参加并担任《冒險少女娜汀亞》《新世纪福音战士》两作品第一話的作画監督。2006年移籍至Studio Khara。福音戰士新劇場版系列《序》《破》中担当作画監督，《Q》上映后做了一段时间自由动画师，2016年8月复归。

## 参加作品

### 电视动画
- らんぽう（1984年）　原画
- 棒球英豪（1985年-1987年）　原画
- 相聚一刻（1986年-1988年）　#67・72・77・82・88・92作画監督、原画
- F（1988年-1989年）　原画
- 名門!第三野球部（1988年-1989年）　原画
- 美味大挑戰（1988年-1992年）　原画
- 機動警察（1989年-1990年）　原画
- 亂馬½ 熱鬥篇（1989年-1992年）　#9原画
- YAWARA!（1989年-1992年）　原画
- 冒險少女娜汀亞（1990年-1991年）　#1・3・8・12・22・38・39作画監督、原画
- 無責任艦長（1993年）　#3・8作画監督
- 美少女戰士S（1994年-1995年）　原画
- 新世纪福音战士（1995年-1996年）　#1・5・7・15・23作画監督、原画、設定補、Layout監修
- 百变之星（2003年）　原画
- 巖窟王（2004年-2005年）　#2・12・17作画監督、原画、OP原画、ED原画
- 交響詩篇艾蕾卡7（2005年-2006年）　原画
- 魔女之刃（2006年）　原画
- 十字架與吸血鬼（2008年）　OP2原画
- Code Geass 反叛的魯路修 R2（2008年）　#6原画
- 青之驅魔師（2011年）　OP原画
- PSYCHO-PASS（2012年）　#13・19作画監督、#21作画監督補佐
- 宇宙戰艦大和號2199（2013年）　#17・21原画
- Walkure Romanze（2013年）　#7・12作画監督
- 純潔的瑪利亞（2015年）　作画監督
- 攻殻機動隊ARISE ALTERNATIVE ARCHITECTURE（2015年）　作画監督
- 空戰魔導士培訓生的教官（2015年）　#9原画
- 彗星·路西法（2015年）　作画監督
- 少年女仆（2016年）　#6原画
- 不起眼女主角培育法♭（2017年）　#11原画

### OVA
- 飛越巔峰（1988年-1989年）　#4・5・6原画
- 機動警察（1990年-1992年）　作画監督、原画
- 魍魎戦記MADARA（1991年）　作画監督
- JoJo的奇妙冒险（1993年-1994年）　原画
- FLCL（2000年-2001年）　原画
- 飛越巔峰2（2004年-2006年）　原画

### 映画
- 老人Z（1991年）　Layout・原画
- 新世紀福音戰士劇場版：Air/真心為你（1997年）　#26作画監督
- 逮捕令 the MOVIE（1999年）　Layout(新人)、原画(友情作画)
- 勇者物語（2006年）　作画監督
- 福音戰士新劇場版：序（2007年）　总作画監督、原画
- 福音戰士新劇場版：破（2009年）　設計、作画監督、原画
- 鋼之鍊金術師 嘆息之丘的聖星（2011年）　原画
- 福音戰士新劇場版：Q（2012年）　原画
- ジョバンニの島（2014年　原画）